# Chi Ju Hsueh
Chi Ju Hsueh (translitera del mandarín 薛纪如 (1921-1999) fue un profesor, y botánico chino. Realizó ininumerables expediciones botánicas, incluyendo a partir de 1985, con grupos de estadounidenses. Fue un destacado agrostólogo, habiendo descrito unas 177 especies nuevas para la ciencia.